# Binificat
Binificat és una possessió del terme municipal de Llucmajor, Mallorca, situada al nord, a la zona muntanyosa.

## La finca
El topònim és àrab, i era l'alqueria Benihicar, que en el segle xv fou propietat de la família Desmàs fins que en segle xvi passà a mans dels Sanglada-Sureda. El 1553 era de Perot Sanglada que també era propietari de Merola. El 1818 la finca tenia una superfície de 310 quarterades i era propietat del comte d'Aiamans que posseïa dues possessions més en el terme: Merola i Son Julià. El 1863 la finca dedicava 3 quarterades a oliverar, mitja a arbres fruiters i 127 a diferents cultius de secà. L'any 1880 el conreu de fruiters havia augmentat considerablement fins a arribar a les 10 quarterades. També disposava d'una important cabanya ramadera. Entre 1913-14 la possessió es fragmentà en més de quaranta establits.

## Les cases
El conjunt que formen les cases és de planta quadrada amb un majestuós portal d'arc de mig punt amb una caravel·la per a una inscripció heràldica a la seva cimera, mostra una rara execució en el seu dovellat de 24 peces i, per tant, es prescindeix de la clau de l'arc. Traspassat el portal forà s'entra en un porxo que desemboca en una petita clastra amb un jardinet. A mà esquerra de la clastra hi ha un esplèndid portal d'arc de mig punt que dona accés a l'interior de la capella. Damunt d'aquest portal hi ha un gran permòdol de finalitat desconeguda, però que sembla tenir caràcter defensiu i estar relacionat amb una finestra cegada d'arc de mig punt situada al mateix nivell, en la paret del porxo d'entrada. Aquest conjunt de permòdol i finestra podia estar íntimament lligat a la torre de defensa que hi havia. En la part posterior de la clastra flanquejada per un conjunt d'arcs, hi ha d'altres dependències, una de les quals té dues columnes de secció octogonal. Té un rellotge de sol amb data de 1771.